# Inna Osypenko-Radomska
Inna Osypenko (em ucraniano:  Інна Володимирівна Осипенко-Радомська, Novorosiysko, Kherson, 20 de setembro de 1982) é uma canoísta de velocidade ucraniana, naturalizada azeri.

## Carreira
Foi vencedora da medalha de Ouro em K-1 500 m em Pequim 2008.
Foi vencedora das medalhas de Prata em K-1 200 m e em K-1 500 m em Londres 2012.
Foi vencedora da medalha de bronze em K-4 500 m em Atenas 2004.